# Claudia Campagnol
Claudia Campagnol (ursprungligen Gyöngyi Dancs), född 22 februari 1987 i Budapest, Ungern, är en ungersk-svensk jazzsångerska, musiker och jazzkompositör av romskt ursprung.

## Biografi
Claudia Campagnol föddes i Ungern till två musikerföräldrar och de flyttade till Sverige och Malmö när hon var barn. Hon började spela piano vid fyra års ålder och skrev sin första komposition, "Rainbow Dreams", när hon var 12 år. Hon vann den klassiska  talangtävlingen Sommarchansen i Malmö i augusti 2004 i duo med Tatiana Sibinovic och deltog även framgångsrikt som soloartist i tävlingen 2008. Efter musiklinjen på Heleneholms gymnasium studerade hon vid Musikhögskolan i Malmö. 
Efter att ha medverkat som körsångare till Stevie Wonder skrev hon sången "All Through You". Hon har givit konserter runt om i Europa och även samarbetat med musiker som Nils Landgren, John Blackwell och Peter Bernstein. Hon medverkade som sångerska på italienske Antonio Faraós album Eklektik (2017) och gick även till final i den danska jazztävlingen Young Jazz samma år. I april 2019 släppte hon sitt debutalbum, I'm Strong, med mestadels egna pop- och RnB-influerade jazzkompositioner. Två av dess singlar, "Conquer the World" och "All Through You" utsågs av Apple Musics redaktion som "Best of the Week", alla kategorier.
I juli 2019 medverkade hon i Allsång på Skansen.

## Diskografi
- 2017 – Eklektik (gästvokalist)
- 2019 – I'm Strong (Giant Sheep Music)